# 卵母细胞
卵母細胞（Oocyte）在卵子发生过程中进行减数分裂的卵原细胞。
在卵细胞发育过程中，一个卵原細胞首先经过有丝分裂进行复制产生一个初级卵母细胞；随后初级卵母细胞通过减数分裂产生次级卵母细胞与第一极体；接下来次级卵母细胞继续进行减数分裂产生卵细胞和第二极体，同时第一极体也进行一次减数分裂成为两个极体（注意，哺乳动物的第一极体一般不会进行减数分裂，所以一共只会产生第一极体和第二极体这两个极体）。最终，三个极体（哺乳动物只有两个极体）消失，只留下卵细胞。

## 外部連結
- Slide （页面存档备份，存于）